# شاهرود (ساز)
شاهرود یک عود گردن‌کوتاه است که در سورنامه همایون شبیه به عود یا بربت، اما بسیار بزرگتر از آن دو، حضور دارد. اندازه بزرگتر به تشدید صدای ساز افزوده و دامنه (بم) عمیق‌تری مانند ماندولون امروزی می‌دهد.
این کلمه همچنین به نوعی از زیتر اطلاق می‌شود که فارابی دربارهٔ آن نوشته و در کتاب الموسیقی الکبیر او یاد شده‌است. این تصویر باعث شده‌است تا محققان حدس بزنند که این ساز یک جعبه زیتر یا چنگ همراه با مزبور است. شاهرود در اوایل سده دهم به سمرقند معرفی شد و تا مناطق عربی خاورمیانه گسترش یافت.
نویسنده دیگری که به این ساز اشاره کرده، عبدالقادر مراغه‌ای در مقاصد الحان است. عبدالقادر به ترمیم و بهسازی آلات موسیقی زهی علاقه‌مند بود و آثار او اطلاعاتی در مورد آلات موسیقی متعدد از جمله شاهرود ارائه می‌دهد.